# Ed, Edd n Eddy
Ed, Edd 'n Eddy is een Amerikaanse animatieserie die wordt uitgezonden op Cartoon Network. De serie is bedacht door Danny Antonucci.

## Verhaal
De serie draait om drie jongens genaamd Ed, Edd en Eddy. Samen met andere kinderen wonen ze in een buitenwijk van een plaats genaamd Peach Creek.
De bedoeling van de Eddy's is om geld te verdienen aan kaakkrakers (toverballen), en hiervoor bedenken ze de meest uiteenlopende methoden, die meestal uitdraaien op een fiasco.

## Overzicht
Ed, Edd n Eddy werd tot aan het vierde seizoen geheel getekend met traditionele animatie. Daarna werden de tekeningen nog wel met de hand getekend, maar digitaal ingekleurd.
In de serie worden nooit hints gegeven over waar de serie zich in het echt afspeelt, of over andere personages buiten de reguliere cast. Er is ook op te merken dat er nooit een volwassene in beeld komt (hoewel er wel over ze wordt gesproken), en dat de kinderen praktisch de Cul-de-Sac nooit verlaten (behalve bij de nieuwe seizoenen waar de Eddy's weer naar school moeten).
De show bevat een hoop referenties naar popcultuur, en regelmatig wordt de vierde wand doorbroken. De titels van vrijwel alle afleveringen (uitgezonderd de feestdagspecials) bevatten het woord “Ed” in de plaats van een ander woord, zoals: "Stop, Look, and Ed": in plaats van "Stop, Look, and Listen".

## Personages
- Ed

Ed is de dommekracht in het groepje. Uitgaande van Eddy en de officiële pilot-aflevering (die nooit in Nederland was uitgezonden) is hij 14 jaar.
Hij heeft één wenkbrauw, is verre van intelligent en zijn interesses liggen voornamelijk bij monsterfilms, vleesjus en kippen. Ook al is hij dom, hij heeft een hart van goud en zal niemand bewust kwaad doen. Hij staat altijd voor zijn vrienden klaar.
Ed heeft een jongere zusje genaamd Sarah, voor wie hij goed zorgt en ook een zwak voor heeft ondanks dat Sarah gemeen tegen hem is en zijn domheid misbruikt. Eds vriend Eddy, misbruikt ook vaak zijn domheid en kracht voor zijn plannen om geld te verdienen, aangezien hij makkelijk te manipuleren is.
- Edd/Dubbel D

Edd is zeer intelligent, vriendelijk en hygiënisch ingesteld. Uitgaande van Eddy en de officiële pilot-aflevering (die nooit in Nederland was uitgezonden) is hij 13 jaar.
Hij heeft altijd een zwarte muts op die hij maar twee keer af heeft gedaan (of er eerder afgevallen/getrokken was), maar toen er nog steeds niet te zien was wat er onder schuilde. Omdat niemand weet wat onder Edds muts zit, zijn er erg veel theorieën op het internet hierover gemaakt (fanfiction en fanart).
De meest voorkomende zijn: blond haar, lang haar, een abces op zijn hoofd en dat hij kaal zou zijn. De meeste zouden niet logisch zijn als er wordt gekeken naar sommige afleveringen. Tot nu toe is het nog onduidelijk wat Edd precies op zijn hoofd heeft. Maker Danny Antonucci, had beloofd dit geheim te onthullen in de film, maar dit was nooit gebeurd.
Edd is enig kind en zijn ouders zijn vaak weg, waardoor hij alleen contact met hen heeft via post-itbriefjes waar gelijk de klusjes op staan die hij moet doen. Hij is bijzonder slecht in sport en heeft geen conditie, vooral omdat hij na zijn "trefbalincident" niet meer zijn best heeft gedaan qua sport.
- Eddy

Eddy is de leider van het groepje. In een aflevering was duidelijk gemaakt dat hij 12 jaar is.
Hij is elke dag bezig met een list te verzinnen om zo het geld van de andere kinderen in de buurt af te troggelen. Eddy wil graag altijd in het middelpunt van de belangstelling staan en het liefst net zo populair worden als dat zijn grote broer was toen hij nog thuis in de Cul-de-Sac woonde.
Zijn liefde voor geld is soms sterker dan zijn "liefde" voor zijn vrienden; in de zin dat hij ze zou opofferen voor 25 cent.
Hoe goed zijn ideeën ook zijn om geld te krijgen, op het eind gaat het altijd mis.
- Sarah

Sarah is het kleine zusje van Ed. Zij is ongeveer 8 jaar.
Ze heeft een naar karakter en schreeuwt erg vaak tegen iedereen. Haar beste en enige vriend is Jimmy, een jongetje dat totaal het tegenovergestelde is van wat zij is.
Ondanks dat Sarah een kattig type is, is het van haar duidelijk dat ze graag iemand heeft om te verzorgen; zoals haar vriend Jimmy, maar het is ook op te merken door haar geheime liefde voor Dubbel D, een persoon die net als Jimmy lichamelijk zwak is. Na een van de eerdere afleveringen waar ze verliefd op hem werd, begon ze veel over Dubbel D te schrijven in haar dagboek.
Haar relatie met de andere kinderen is vaak verwarrend. Het is duidelijk dat ze Eddy haat, maar soms neemt ze dezelfde vijandige positie ook in tegenover Nazz, terwijl ze elkaar behandelen als vrienden in andere afleveringen.
- Jimmy

Jimmy is de vriend van Sarah. Hij is ongeveer 8 jaar.
Hij heeft absoluut geen moed en is een typisch klein kind. Hij verongelukt vaak en heeft meestal een pleister of verbandje ergens op zijn lichaam. Jimmy is een gemakkelijk slachtoffer voor Ed, Edd en Eddy, omdat hij niet voor zichzelf durft op te komen.
Van Jimmy werd het uiteindelijk duidelijk dat hij een verborgen kracht heeft en net zo listig kan zijn als Eddy. De vraag is of Eddy daar zelf voor heeft gezorgd toen hij hem had heropgevoed in de aflevering waar ze op hem moesten passen.
- Rolf

Rolf is de enige buitenlander in de Cul-de-Sac. Hij kan 14 of ouder zijn.
Hij is een figuur die, ondanks zijn rare gewoontes, door iedereen gerespecteerd wordt. Terwijl Rolf altijd over zijn vaderland spreekt, weet niemand waar hij vandaan komt. Hij woont op een boerderij met veel kippen, een varken (Wilfred), een koe en een geit (Victor).
In tegenstelling tot de meeste kinderen, blijft Rolf redelijk gastvrij tegenover Ed, Edd en Eddy, hoe vaak ze hem ook hebben bestolen. Rolfs nieuwsgierigheid voor het "binnenlandse" is vaak groot.
Hij heeft tevens één wenkbrauw net als Ed, maar wordt tot tegenstelling tot hem vreemd genoeg niet "monobrouw" genoemd. Zijn beste vriend is Kevin.
- Kevin

Kevin is de populaire jongen in de Cul-de-Sac. Hij is ongeveer 13 jaar.
Hij draagt altijd een rode pet en fietst vaak rond over het plein. Hij is ook goed in sport.
Kevin heeft een kort lontje en heeft een hekel aan Ed, Edd en Eddy (met name Eddy). Hij lijkt daardoor de "slechterik", maar zijn reactie tegenover de Eddy's is niet altijd onterecht.
Kevins beste vriend is Rolf en hij gaat ook heel veel met Nazz om. Het is bekend dat zijn vader in een kaakkrakerfabriek werkt.
Vroeger bleek Kevin lang haar te hebben.
- Nazz

Nazz is het populaire meisje van de Cul-de-Sac. Zij is ongeveer 13 jaar.
Ze is aantrekkelijk en stijlvol, en alle jongens, met uitzondering van Jimmy en Rolf, zijn verliefd op haar. Nazz lijkt het meest volwassen van alle figuren in de show, ook al heeft ze haar momenten waar ze overkomt als het domme blondje. Ze is iemand die voornamelijk het goede in ieder mens ziet, dus ook in Ed, Edd en Eddy. Ze heeft geen problemen met hun spelletjes.
Een opmerkelijke eigenschap van haar is dat ze vroeger dik was.
- Jonny en Plank

Jonny is het groothoofdige, solitaire jongetje van de Cul-de-Sac. Hij is ongeveer 13 jaar.
Jonny heeft zijn beste vriend gevonden in een houten plank genaamd Plank waar hij zelf een gezicht op heeft getekend. Dit kan gezien worden als een denkbeeldige vriend, maar in sommige afleveringen lijkt het alsof Plank inderdaad een "leven" heeft. Het kan ook zijn dat Jonny een gave heeft (helderziend).
Jonny's vriendschap met een object kan een teken zijn dat hij slechte sociale vaardigheden heeft, terwijl Jonny een vriendelijk en nieuwsgierig kind is die zich vaak genoeg met de andere bemoeit.
De gezusters Drammer:
Drie zussen die later naar Peach Creek waren verhuisd. Alle kinderen haten ze en zijn bang voor ze. Ook al waren ze nieuw in de buurt, ze wisten schrikbarend veel over Ed, Edd en Eddy toen ze hen voor het eerst in hun camper onderbrachten. De Drammers wonen in een armoedige camping, waar de andere kinderen, behalve de Eddy's, Jonny, Jimmy en Rolf (voor een reddingsactie), zich nooit gewaagd hebben.
Ze hebben alle drie een andere vader, waarvan de namen "Butch", "Bubba" en "Rod" bekend zijn, maar dezelfde moeder, waarvan het bekend is dat ze geen hoge mening heeft over mannen.
In de Engelse serie worden de zussen The Kanker Sisters genoemd. Omdat dit in het Nederlands niet erg gepast zou zijn heten ze in deze taal de gezusters Drammer.
- Lee

Lee is de oudste zus van de gezusters Drammer. Zij is waarschijnlijk 14 jaar.
Ze heeft krullend, oranje haar dat altijd voor haar ogen zit. Ze is de leidster van het groepje en heeft het ook het liefste voorzien op de leider van de Eddy's.
Van haar bestaan er theorieën dat ze drie ogen zou hebben; vooral nadat de Ed, Edd n Eddy-film uitkwam en dit te zien was. Maar dit is bewezen niet waar te zijn.
- Marie

Marie is de middelste zuster van de gezusters Drammer. Zij is waarschijnlijk 13 jaar.
Haar karakter is niks beter dan die van haar andere twee zussen. Ze heeft blauw haar dat haar rechteroog bedekt en heeft het liefste Edd als haar vriendje.
- May

May is de jongste zus van de drie. Zij is waarschijnlijk 12 jaar.
Ze heeft lang blond haar en konijnentanden. Ze heeft het liefste de persoon die bij haar simpele profiel past; Ed.
Bij een speciale Valentijnsdagaflevering bleek ze verliefd te worden op Dubbel D, die haar een valentijnskaart gaf omdat Ed haar had afgewezen. In dezelfde aflevering liet ze ook zien dat ze slimmer was dan ze leek.
Na deze aflevering werd dit concept niet meer in de gewone afleveringen en de film gebruikt; May was gewoon weer verliefd op Ed.

## Rolverdeling
| Personage      | Nederlandstalige versie                                        | Engelstalige versie                                                                      |
| -------------- | -------------------------------------------------------------- | ---------------------------------------------------------------------------------------- |
| Ed             | Rolf Koster                                                    | Matt Hill                                                                                |
| Edd (Dubbel D) | Martin van den Ham (seizoen 1-2) / Dieter Jansen (seizoen 3-6) | Samuel Vincent                                                                           |
| Eddy           | Bart Bosch                                                     | Tony Sampson                                                                             |
| Sarah          | Marlies Somers                                                 | Janyse Jaud                                                                              |
| Jimmy          | Eva Burmeister                                                 | Keenan Christenson                                                                       |
| Rolf           | Rolf Koster                                                    | Peter Kelamis                                                                            |
| Kevin          | Tony Neef                                                      | Kathleen Barr                                                                            |
| Nazz           | Jannemien Cnossen                                              | Tabitha St. Germain (seizoen 1) Jenn Forgie (seizoen 3) Erin Fitzgerald (seizoen 2, 4-6) |
| Jonny          | Nicoline van Doorn                                             | David Paul Grove                                                                         |
| Lee            | Eva Burmeister                                                 | Janyse Jaud                                                                              |
| Marie          | Chantal van de Steeg                                           | Kathleen Barr                                                                            |
| May            | ?                                                              | Erin Fitzgerald (seizoen 1-2, 4-6) Jenn Forgie (seizoen 3)                               |

## Prijzen
De serie is genomineerd geweest voor verschillende prijzen:
| Prijs                    | Categorie                                                                                 | Genomineerde                               | Resultaat   |
| ------------------------ | ----------------------------------------------------------------------------------------- | ------------------------------------------ | ----------- |
| 2001 Annie Award         | Outstanding Individual Achievement for Storyboarding in an Animated Television Production | James Wootton voor "Wish You Were Ed"      | Genomineerd |
| 2001 Leo Awards          | Best Musical Score of an Animation Program or Series                                      | Patric Caird voor "Ed in a Halfshell"      | Genomineerd |
| 2004 Leo Awards          | Animation Program or Series: Best Musical Score                                           | Patric Caird voor: "Postcards from the Ed" | Genomineerd |
| 2005 Leo Awards          | Animation Program or Series: Best Musical Score                                           | Patric Caird                               | Gewonnen    |
| 2005 Kids' Choice Awards | Favorite Cartoon                                                                          | Ed, Edd n Eddy                             | Genomineerd |
| 2006 Leo Awards          | Best Musical Score in an Animation Program                                                | Patric Caird voor: "Boo Haw Haw"           | Genomineerd |
| 2008 Kids' Choice Awards | Favorite Cartoon                                                                          | Ed, Edd n Eddy                             | Genomineerd |

## In andere werken
De drie hoofdpersonages uit serie hebben ook gastrollen en cameo’s gehad in andere series, zoals Foster's Home for Imaginary Friends en de special The Grim Adventures of the Kids Next Door  (een cross-over tussen Codename: Kids Next Door en De Grimmige Avonturen van Billy en Mandy).

## Ed, Edd n Eddy's Big Picture Show
Op San Diego Comic Co werd in juli 2007 bekendgemaakt dat er een film van Ed Edd 'n Eddy gemaakt zou gaan worden. De film zou "Ed, Edd 'n Eddy's Big Picture Show" gaan heten. De film was af op 18 december 2008 en zou voor het eerst in Scandinavië uitgezonden worden op 31 mei 2009. De film gaat over Ed Edd 'n Eddy die op zoek gaan naar Eddy's broer nadat een list heel erg misgaat.